# ベクショー大学
ベクショー大学（英語: Växjö university、スウェーデン語: Växjö universitet）は、スウェーデン・ベクショーに本部を置くスウェーデンの国立大学。1967年創立、1999年大学設置。

## 歴史
1967年、ルンド大学の支部がベクショーに設置され、1977年、支部はルンド大学から独立し一つの学校となった。1999年、スウェーデン政府はこれを大学とすることを決定、研究機関となった。2010年1月にベクショー大学とカルマル大学が統合してリンネ大学開設。

## 組織
工学部、社会科学部の2つの学部の下部組織として7つの学科が設置されている。
- 経営・経済学科
- 人文学科
- 工学・デザイン学科
- 教育学科  - スウェーデン語による課程のみ。
- 社会科学科
- 健康科学・ソーシャルワーク学科
- 数学・システムエンジニア学科

## 学生
在校生約14,000人。

## 留学・交流
ベクショー大学は、エラスムス計画に参加しており、約700人の留学生がベクショー大学で学んでいる。
また、多くの日本の大学とも交換留学の協定を結んでいる（大阪学院大学、大阪教育大学、関西大学、関西外国語大学、関西学院大学、国際基督教大学、中央大学、東京国際大学、福岡教育大学、立命館大学、早稲田大学など）。